# Schwan Food Company
The Schwan Food Company ist ein in Marshall, Minnesota ansässiges US-amerikanisches Unternehmen, das sich auf Tiefkühlkost spezialisiert hat. Es ist ein großer Hersteller von Tiefkühlpizza, Tiefkühl-Frühlingsrollen sowie Tiefkühldesserts.

## Unternehmensgeschichte
Der junge Paul Schwan verließ 1921 seine Heimatstadt Berlin, um in den USA sein Glück zu suchen. Dies fand er in der Kleinstadt Marshall in Minnesota. Er lernte seine Frau Alma kennen, die ihm drei Söhne (Alfred, Bob und Marvin) gebar. Hier beantragte er ebenfalls die US-amerikanische Staatsbürgerschaft.
Im Jahr 1941 erwarb Paul Schwan erste Anteile an einer Eiskremfabrik und gründete 1948 seine eigene Molkerei. Wenige Jahre später war die wirtschaftliche Situation des Unternehmens eher schlecht, da staatliche Regelungen die Gewinnmöglichkeiten einschränkten.
Der 23-jährige Marvin Schwan aber fand heraus, dass nördlich von Marshall für Eiskrem höhere Preise erzielt werden konnten. Mit dieser Erkenntnis belud er einen Kleintransporter und fuhr in jenem Gebiet von Farm zu Farm. Ein voller Erfolg und der Beginn des Schwan´s „Home Delivery Service“.
Die Pizza-Geschichte der Firma Schwan´s begann 1970 mit einer Anzeige im „Wall Street Journal“. Marvin Schwan war auf der Suche nach einer Fabrik für Pizza. Nur fünf Jahre später begann die Produktion der Erfolgsmarke „Red Baron“, andere folgten mit den Jahren. 
Freschetta, die jüngste Marke, revolutionierte 1996 den Markt, als die erste nicht vorgebackene Tiefkühlpizza. 
Im Jahr 1991 wagte Schwan's dann den Schritt über den Atlantik und eröffnete seine erste Niederlassung in Europa. Im englischen Leyland wurden seitdem die Marken Chicago Town und Tony's produziert. Ein Werk in Mezidon, Frankreich, folgte 1996.
Seit 1998 bestand in Osterweddingen bei Magdeburg der deutsche Ableger mit dem Namen Schwan’s Food GmbH. An diesem Standort wurden Pizzen der Premiummarke Freschetta, Chicago Town und Tony’s produziert. 2010 wurde das Werk an Freiberger Lebensmittel verkauft, die dort weiterhin Pizzen herstellen. 
Im Dezember 2008 wurde der europäische Arm des Unternehmens, und damit Pizza-Marken wie Freschetta und Chicago Town, an die Oetker-Gruppe verkauft.